# Seventh Avenue (linea IND Queens Boulevard)
Seventh Avenue, annunciata come Seventh Avenue-53rd Street, è una stazione della metropolitana di New York situata sulle linee IND Sixth Avenue e IND Queens Boulevard. Nel 2019 è stata utilizzata da 5 508 778 passeggeri. È servita dalle linee D ed E sempre, e dalla linea B durante i giorni feriali esclusa la notte.

## Storia
La stazione venne concepita come punto di interscambio tra le linee IND Sixth Avenue e IND Queens Boulevard. La porzione della stazione servita dalla linea Queens Boulevard fu aperta il 19 agosto 1933, mentre quella servita dalla linea Sixth Avenue venne inaugurata il 15 dicembre 1940.

## Strutture e impianti
La stazione è posta al di sotto di 53rd Street e si sviluppa su tre livelli. Il livello superiore è rappresentato dal mezzanino dove sono posizionati i tornelli, le scale per le banchine e quelle per il piano stradale, due portano all'incrocio con Broadway e due all'incrocio con Seventh Avenue. I livello intermedio ospita una banchina ad isola e i binari in direzione sud delle due linee, mentre quello inferiore ospita una banchina ad isola e i due binari in direzione nord.

## Interscambi
La stazione è servita da alcune autolinee gestite da NYCT Bus.
- Fermata autobus